# 鴻上尚史のオールナイトニッポン
鴻上尚史のオールナイトニッポン（※こうがみしょうじ - ）は、ニッポン放送の人気深夜番組、オールナイトニッポンにおいて放送されていたラジオ番組。最初、1983年10月7日から1985年3月30日までは金曜2部（毎週金曜日深夜27:00〜29:00）、のち1987年10月16日から1989年3月31日までは金曜1部（毎週金曜日深夜25:00〜27:00）に放送されていた。
（※ - 本来の読みは「こうかみ」であるが、ラジオという“声”や“音”が主体の媒体であるため、その響きから漢字を連想しやすい「こうがみ」と名乗っていた。当時は小劇場ブームの波に乗っており一部では人気を博していたが、一般にはまだ無名に近かったこともあり、まずは多くの人（リスナー）に認知されることを優先させたためである語っている。）

## パーソナリティ
- 鴻上尚史　（劇作家・演出家）

## スタッフ
- ディレクター 松島宏（ニッポン放送編成局制作部から同局の組織体制変更に伴いフジテレビに転籍（報道局報道記者）後、同局子会社の番組制作会社ミックスゾーンに出向）
- 構成作家 寺崎要

## 概要
金曜2部時代から、バカバカしい事を大真面目にやってしまう、そしてその度に話題を呼び起こすエネルギッシュで行動的な番組だった。日比谷公園でのジェンカ、パノラマエクスプレスを借り切っての生放送、コンビニエンスストア荒らし、「ドラゴンクエストIII」のエンディング曲「そして伝説へ…」制作、「10回クイズ ちがうね!」、「究極の選択」など、色々な事をリスナーと一緒に遊んだ番組。ディレクターの松島宏は、自身が編成部にいた時に自局の夜ワイドの時間帯を脅かしていた『吉田照美のてるてるワイド』（文化放送）を研究する要員であり、同番組が標榜していたコンセプトが「バカバカしさの徹底追求」だったということもあって、この番組の「ティッシュペーパー空箱投げ大会」などといったバカバカしさに触発されたことが、この番組で行った前述のような企画やイベントで活きたと語っている。
オープニングに鴻上が「寝るなよ!」と言って番組が始まり、エンディングに「いい夢を見るんだよ」と言って終わる、というのが2部時代からのパターンだった。（1部になってからのエンディングフレーズは「泣かないように、負けないように、いい夢を見るんだよ」となっていた。しかし当然その後に2部があるため、2部のパーソナリティ、リスナーからクレームが付いたという）
いわゆる汚物ネタも多かったこの番組では「やめてくれ〜」という効果音が頻繁に流されていた。
前述SE「やめてくれ〜」は「とんねるずのオールナイトニッポン」で「そして伝説へ…」がOAされた際、堪えられなくなった石橋貴明が曲の途中でOAをストップさせたときの発言を流用したもの。同様のものに「やめやめやめ」（「Jrからの手紙」OA時の発言）がある。
ノベルティは「奇跡シール」（遠赤外線シール。ドラクエの呪文のような、何が起こるかわからない力を秘めていたとか）のち、ノベルティに「落書きの天才」コーナーで代々木駅に展示された136枚を一冊にまとめた「ストリート・アート・ブック」が加わる。
ディレクターは金曜2部、金曜1部時代を通して松島宏（現：フジテレビ報道局）、構成作家は寺崎要。
金曜2部時代のオープニング・テーマはROXY MUSIC「MORE THAN THIS」、金曜1部時代のエンディング・テーマはECHOES「ONEWAY RADIO」。
金曜2部時代は当時ニッポン放送アナウンサーの海野尾順子もコーナーにレギュラー出演していた。
金曜1部時代、当時「銀盤のゴクミ」と呼ばれた女子フィギアスケート選手・八木沼純子に注目。“ジュンジュン”と呼び是非番組に登場して欲しい旨を放送を通じてアピールし続けジュンジュンを呼ぶためには…とリスナーからアイデアを募るミニコーナーまで作った。しかし、その努力は報われなかった。
ちなみに鴻上のギャラは金曜2部時代は1ヶ月3万円（金曜1部の最終回で本人が告白）、金曜1部時代も1ヶ月7万円（『東貴博 ニッポン全国 ラジベガス』出演時に本人が語る）に過ぎなかったという。なお、ギャラに関しては、2部時代は1ヶ月7万円・1部時代はたぶん1ヶ月20万〜30万円程度との発言（オールナイトニッポンアゲイン出演時に本人が語る）もある。この「オールナイトニッポンアゲイン」出演時には、ギャラが7万円と言われて1回7万円なら生活できると思ったが1ヶ月7万円だったこと、劇団員をハガキ整理アシスタントに月2万円で雇ったため実質1ヶ月5万円だったこと、1部時代はマネージャーが付いていた為ギャラの詳細は知らないこと、10回クイズの出版は1万部の買取契約だったこと、究極の選択の出版は2〜3%くらいの印税契約だったことなどギャラについて語った。

## 番組史

### 金曜2部時代
金曜2部時代、最初の聴取率調査で「＊」（米印、0.04％以下）を記録。ディレクターの松島宏は、はがきは既に500枚届いていたにもかかわらず、この反応でこの聴取率なのかと悩んだという。しかし最終的には0.6％を記録、同時期に木曜2部だった『谷山浩子のオールナイトニッポン』と並んで同時間帯最高聴取率を獲得した。
1985年3月30日深夜 - 金曜2部の最終回。オフコースの曲『YES-YES-YES』をBGMにしてはがきを送ってくれたリスナーの名前を数分間かけて読み上げ、CM後にラストメッセージ。最後の曲にRCサクセション『トランジスタ・ラジオ』をオンエアした後、最後のCM明けにエンディングテーマ『BITTERSWEET SAMBA』が流れるが、その間鴻上の声は全く聞こえず。BITTERSWEET SAMBAが全て流れたその後に「いい夢を見てください」の一言で締め括られた。

### 金曜1部時代[2]
1987年11月13日深夜 - 東京都墨田区内のコンビニにおいて、放送終了後の28時（午前4時）から鴻上と集まったリスナー200人で「コンビニエンスストア荒らし」決行。コンビニの中の在庫が空っぽになるまで買い物をする企画。決行前には鴻上が脚立に上ってHOUND DOG『ff (フォルティシモ)』を歌うパフォーマンスもあった。イベント中、その時間帯に放送していた「久本雅美のオールナイトニッポン」に鴻上が電話で出演。スタジオの久本から「そんなことして何が楽しいの?」と言われる。この時に本番組の聴取率はそれまでで最高の1.9％を記録した。
1988年1月1日深夜 - 金曜2部の久本と共に29時（午前5時）まで4時間通しての放送。27時（午前3時）までは久本、以降は鴻上が外回り中継を担当。
1988年1月8日深夜 - パノラマエクスプレスを貸切、「チップスカンパニー号ミッドナイトトレイン」と称して、136人のリスナーを乗せ、車内から2時間の生放送を行う。25時10分（午前1時10分）に新宿駅を出発、途中日野駅、八王子駅、高尾駅に停車した後、26時45分（午前2時45分）に大月駅到着。途中通過駅でも見送るリスナーの姿があった。なお、トンネル内などからは電波が届きにくい事が考えられたため、それに備えて金曜2部の久本雅美がニッポン放送のスタジオでスタンバイしていた。当時ミステリートレインが流行り始めていたことに着想して立ち上げた企画だという。
1988年1月15日 - 「10回クイズ ちがうね!」ニッポン放送出版・扶桑社より発売。同日深夜、本書の話で盛り上がる。
1988年2月26日 - 鴻上とデーモン閣下による「10回クイズ」カセット版が発売。同日深夜、南野陽子がゲスト出演。「信玄のハナクソ」コーナーで「ハナクソ」という言葉を連発する。放送日が新曲の発売日である「吐息でネット。」が流れる。
1988年4月1日 - 「ドラゴンクエストIII」のエンディング・テーマ「そして伝説へ…」のジャケット写真撮影をニッポン放送のラジオハウス銀河にて怪物に扮装したリスナー17人とともに鴻上も扮装して行なう。同日深夜、この様子を番組内で語る。
1988年4月29日深夜 - バンド、LAUGHIN’ NOSEがゲスト出演。
1988年5月13日深夜 - 映画「木村家の人びと」プロモーションのため、サンプラザ中野と滝田洋二郎監督ゲスト出演。中野は7ヶ月振りの同時間帯出演となった。爆風スランプの歌う主題歌「きのうのレジスタンス」オンエア。
1988年5月20日深夜 - 「そして伝説へ…」初オンエア。清水ひとみゲスト出演。
1988年5月27日深夜 - 演歌歌手、鏡五郎の息子からのハガキが紹介される。ここから「鏡五郎の息子」プロジェクトが始まる。
1988年6月17日深夜 - 工藤静香ゲスト出演。当時発売された新曲「FU-JI-TSU」オンエア。2時台、尾崎豊「太陽の破片」オンエア。
1988年6月21日 - 「そして伝説へ…」発売。
1988年7月1日深夜 - 「そして伝説へ…」がオリコン初登場29位という“快挙”を果たし、三宅裕司・上柳昌彦から「驚いちゃうよな」「信じられないよ」などと言われたことを語る。
1988年7月29日深夜 - 銀座のローソンに150人のリスナーを集め「落書きの天才」イベントを行う。南野陽子、2度目のゲスト出演。
1988年8月12日深夜 - 「夏休みトンデモはねてる放送局・鴻上尚史のオールコンビニエンスストアニッポン」と題して25時（午前1時）から29時（午前5時）までの4時間生放送。
1988年8月12日〜8月18日 - 代々木駅に「落書きの天才」コーナーで集まったリスナーの落書き作品136枚を展示。のちに、「ストリート・アート・ブック」として番組のノベルティになる。
1988年9月2日深夜 - 鴻上、「第三舞台」大阪公演・演出中のためネット局のラジオ大阪から生放送。鏡五郎が電話出演。何故か自分の持ち歌「おしどり人生」ではなく「そして伝説へ…」を歌う。鏡五郎の息子の芸名がズバリ「鏡五郎の息子」と決まる。翌週以降、「鏡五郎の息子」楽曲制作進捗が随時番組内で放送される。番組のジングルを制作したクレヨン社が作曲を担当することが発表された。
1988年12月2日 - 鏡五郎の息子の曲「Jrからの手紙」ジャケット写真撮影をニッポン放送のラジオハウス銀河で行なう。リスナー91人がお玉（オタマジャクシはカエルの子＝二世の意）を持ち参加。同日深夜、鏡五郎・鏡五郎の息子・南野陽子（3回目）がゲスト出演。
1988年12月31日深夜 - 大晦日スペシャルとして、ニッポン放送正面玄関より鍋を煮立てながら生放送。リスナーに「具を持って来い」と呼びかける。当時ニッポン放送の金曜夜に放送していた「TOKYOベストヒット」の生放送を終え出てきた関根勤、田中律子らを番組に出演させる。鏡五郎の息子とその母親が広島のカキを持って訪れる。鴻上は「そして伝説へ…」を歌い、封印宣言。
1989年1月20日深夜 - 「Jrからの手紙キャンペーン」として、東京都江戸川区内のレコード店から生放送。鏡五郎の息子が「Jrからの手紙」を集まったリスナー300人と合唱。鏡五郎が自身の曲「おしどり人生」のノベルティ・手拭いを配布。封印宣言したはずの鴻上、再び「そして伝説へ…」を歌う。この時が最後の披露となった。
1989年1月21日 - 「Jrからの手紙」発売。8cmCD、シングル・カセットで発売。カップリング曲は「もしも親父がメジャーなら」。
1989年2月20日 - 書籍「脳みそパニック究極の選択」ニッポン放送出版・扶桑社より発売。
1989年3月3日深夜 - ニッポン放送ラジオハウス銀河で「究極の選択」公開生放送。大勢の観客と共に番組は終始大盛り上がりを迎える。番組終盤、CM明けの午前2時45分、この番組が3月を以て終了することが鴻上より発表。リスナーに謝辞を述べる。発表後、鴻上の曲紹介により中村雅俊「いつか街で会ったなら」がフルコーラス流れる。
1989年3月31日深夜 - 最終回。ゲストに翌々週4月14日深夜より同時間帯を担当するウッチャンナンチャンがゲスト出演。番組終盤、オフコースの「言葉にできない」が流れる中、曲の時間いっぱいまでこれまで投稿してくれたリスナーのペンネームを読み上げ続ける。ラストは金曜2部時代の最終回と同様に「泣かないように、負けないように、いい夢を見てください」の言葉で締め括る。

## 主なコーナー、企画[2]

### 金曜2部時代

#### 真夜中のジェンカ
ニッポン放送近くの日比谷公園で放送終了後の午前6時から鴻上と一緒にジェンカを踊ろう、と言う企画。鴻上は「俺は一人で行って踊りたいだけ、お前らは来るな」という表向きのトークをしていたが、最高で200人を集め、6〜7回続いた。東大合格発表の場で「東大合格ジェンカ」を踊ったこともあった。

#### アマリリス
ジェンカと同じ様に、午前6時の日比谷公園で鴻上と一緒に縦笛で楽曲「アマリリス」を吹いた。

#### トイレットペーパーの芯投げ大会
「国際スポーツフェア」が行われている国立代々木競技場の隣の代々木公園にて、誰が一番遠くまで投げられるかを競った。

#### 裏コピーコーナー
逆に物を売れなくするためのキャッチコピーを考えるコーナー。当時、週刊文春で連載されていた「萬流コピー塾」を意識して作られたコーナーで、2部終盤には同塾家元の糸井重里に挑戦状を出したこともあった。

#### OL研修コーナー
女性リスナーと電話をつなぎ、OLの研修を無茶振り交じりで行っていた。

#### 暗い連帯
タイトル通り、“暗い連帯”絡みのネタ紹介。当時同じオールナイトニッポン2部パーソナリティ同士だった谷山浩子、上柳昌彦をこのコーナーに巻き込んだこともあった。

#### 浪人天国 悲しみが止まらない
単に浪人が決まった受験生を励ます、だけでは「ええかっこしい」の放送になってしまうと考えたということで、三人の学生が電話出演して全員大学合格の報告をするが、そのうち二人は本当に大学合格、一人だけ浪人決定で、浪人生は誰かを当てるクイズ企画として放送した。

#### 尚史の部屋
ゲストコーナー。この時から既に「究極の選択」的な質問をゲストに振っていたこともあった。
- その他、リスナーにレコードを持ってきてもらってそのままオンエアしてしまうコーナー、変わった曲（千倉真理『家へは帰れない』など）をかけてそれにツッコミを入れるコーナー、リスナーと電話をつないで「スチュワーデス物語」のパロディを演じる（リスナーが松本千秋（堀ちえみ）役、鴻上が教官（風間杜夫）役）コーナーもあった。また、番組の企画として「悪書収集」と称して拾い集めたその本を、リスナーに“還元”（プレゼントなど）したこともあった[9]。

### 金曜1部時代

#### 奇妙な相関関係
（1987年10月16日〜1989年3月31日）

#### ニュース私だけが知っている
（のちにニュースステーションIIに改題。1987年10月16日〜1989年3月31日）
「カルガリーオリンピック」「リクルート事件」など、当時の話題、世相、流行などからお題を決め、それに答える大喜利的コーナー。

#### 信玄のハナクソ
（1988年1月15日〜同年3月25日）
「ニュース私だけが知っている」から派生した企画。当時NHK大河ドラマが「武田信玄」放送年だったこともあり、「干しぶどうを“信玄のハナクソ”として売り出す」と言うネタからこのプロジェクトが動き出した。この案をアメリカのレーズン会社に持ち掛けたところ、日本支社は乗ったがアメリカの本社からは拒否され、結局没となってしまう。

#### 10回クイズちがうね
（1987年11月 - 1988年3月）まず最初に単語（語句）を10回連呼させてから、簡単なクイズを出題する企画。連呼させる単語は、クイズの正解に類似した「誤答」に語感が似ている語句でうっかり間違えて答えてしまうという引っ掛けを楽しむコーナーであった。
例題：「ソックス」って10回いってみて
↓
問題です。「男と女が合体するのは？」
↓
「…え!?セックス？　ち〜が〜う〜ねっ！」
↓
答え。「ウルトラマンA」
相手が回答した時に「ち〜が〜う〜ねっ！（イントネーションはage↑age↑で）」と大声で言う所がポイント。
末期には、「手袋を10回言ってみて」→「手袋の反対は？」→「ろくぶて」→「ポカ×6（実際に6回ぶつ）」といった、クイズとは全く関係無い引っ掛けの投稿も多数存在した。

#### コロンブスのCM
（1988年8月26日〜9月）
その地方でしか見られないCMをビデオに撮って送ってもらうコーナー。当然ラジオでは映像が見えないためそれが難点だった。

#### テレクラのプロ
（1988年9月2日〜10月）
テレクラに電話して遊んでいる女子高生からの手紙を待っていたコーナー。

#### Jrからの手紙
（1988年3月〜1989年3月）当時中井貴一、高嶋政宏・高嶋政伸兄弟ら、二世芸能人がブームだったことに着目して始めたコーナー。
リスナーに、有名人のジュニアになってもらったつもりでネタを募集。
ネタコーナーだったが、1988年5月に鴻上が、“売れない演歌歌手の息子”を話題にしたところ、鏡五郎の息子が自分の父親をネタにハガキを投稿、長らくヒットに恵まれなかった鏡五郎が番組内で著名になるきっかけとなった。

#### どっちを選ぶ 究極の選択
（1988年10月7日〜1989年3月31日）
「どっちを選ぶ?カレー味のうんことうんこ味のカレー」等、どっちを選んでも問題が生じる選択肢の二択問題を出題するコーナー。後期には「この人に聞く どっちを選ぶ」として、
- 「ビートたけしに聞く どっちを選ぶ? 傘と消火器」（フライデー襲撃事件）
- 「プロ野球選手に聞く どっちを選ぶ? 星野監督の鉄拳制裁と関根監督にやさしく言われる"二軍落ち"」

などといった風刺ネタも数多く登場している。
本番組終了後もこのコーナーは後番組「ウッチャンナンチャンのオールナイトニッポン」に引き継がれた。